# Jean Lumiere

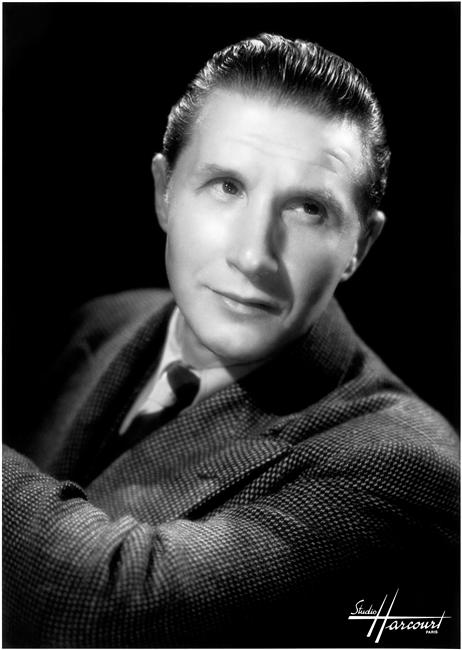
Retrato de Jean Lumière, cantante francés.

Jean Lumière (Jean Anezin) (Marsella, 20 de agosto de 1895- París, 2 de abril de 1979) fue un cantante popular francés.
Comenzó en teatro y luego se dedicó de lleno al canto a partir de 1930 con la cantante Esther Lekain, quien lo instó a cambiarse el nombre.
En 1934, tuvo gran éxito con un tema de Paul Delmet La Petite Église, ganando el Grand Prix du Disque, prosiguiendo una notable carrera en Europa, Oriente y Sudamérica. 
En 1960 deja el canto para dedicarse a la enseñanza (había heredado su método de Ninon Vallin y Yvette Guilbert) entre sus alumnos se contaron Édith Piaf, Marcel Amont, Gloria Lasso, Cora Vaucaire, Mireille Mathieu. 